# Rigoberto Urán
Rigoberto Urán Urán (* 26. Januar 1987 in Urrao) ist ein ehemaliger kolumbianischer Radrennfahrer.

## Karriere
Rigoberto Urán wurde 2005 in der Junioren-Klasse kolumbianischer Meister im Straßenrennen und auf der Bahn in den Disziplinen Einerverfolgung, Punktefahren und Scratch. Bei den Panamerikanischen Meisterschaften 2005 gewann er die Bronzemedaille in der Mannschaftsverfolgung und gewann das Punktefahren sowie das Zweier-Mannschaftsfahren. 2006 fuhr er für das Professional Continental Team Tenax. Bei den Straßen-Radweltmeisterschaften in Salzburg wurde er 25. im Einzelzeitfahren der U23-Klasse und 31. im Straßenrennen. 2007 fuhr er für das schwedische ProTeam Unibet.com, wo er mit Etappensiegen bei der Euskal Bizikleta und Tour de Suisse aufzeigte.
2008 wechselte er zum spanischen Erstdivisionär Caisse d’Epargne, wurde Zweiter der Katalonien-Rundfahrt und Dritter der Lombardei-Rundfahrt, bei der er sein erstes Monument des Radsport bestritt. Ein Jahr später fuhr er mit der Tour de France 2009 seine erste Grand Tour und beendete diese auf dem 49. Rang. Im Jahr 2010 stand er beim Giro d’Italia und der Vuelta a España am Start und belegte die Plätze 35 bzw. 33.

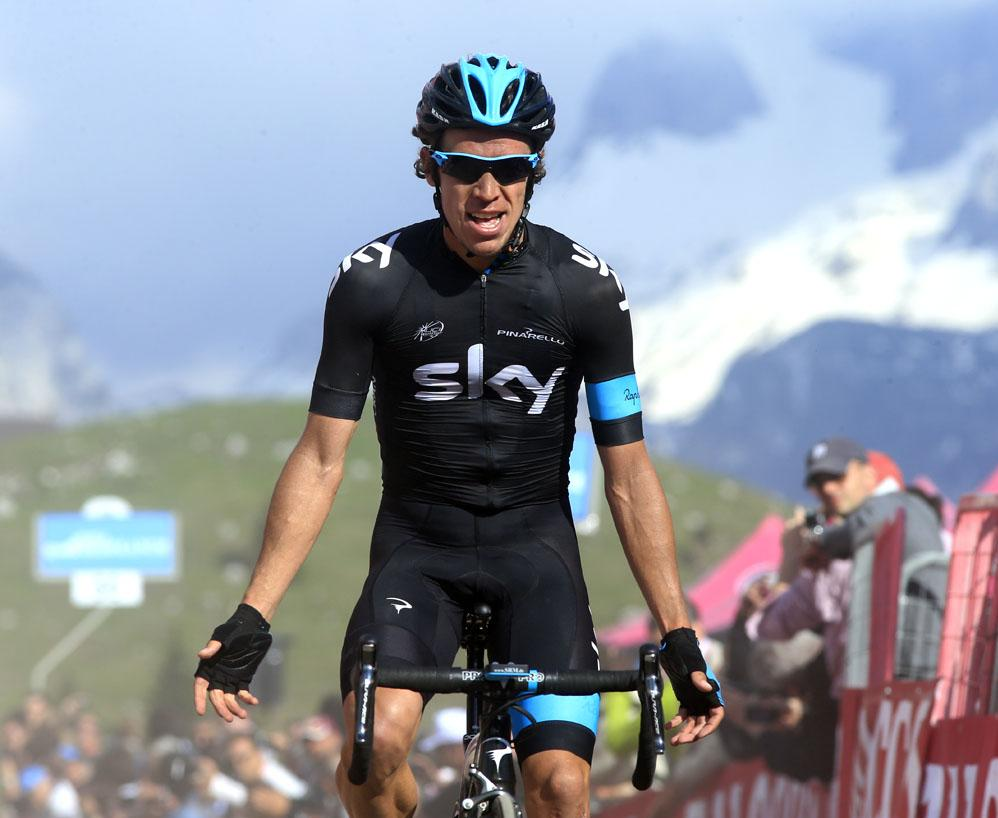
Rigoberto Úran gewinnt die 10. Etappe des Giro d’Italia 2013

Mit dem Jahr 2011 ging er für das britische Sky ProCycling Team an den Start, wo er nach guten Leistungen im Frühjahr und Platz fünf bei Lüttich–Bastogne–Lüttich die Tour de France als Helfer von Bradley Wiggins bestritt. Am Ende der Saison fuhr er bei der Clásica San Sebastián, dem Grand Prix Cycliste de Québec und Giro dell’Emilia in die Top 10 und wurde 19. der Lombardei-Rundfahrt. Ein Jahr später ging er nach einem Etappensieg bei der Katalonien-Rundfahrt als Kapitän beim Giro d’Italia 2012 an den Start, wurde Siebter der Gesamtwertung und gewann die Nachwuchswertung. Bei den Olympischen Spielen in London wurde er hinter dem Kasachen Alexander Winokurow Zweiter und holte so die Silbermedaille für Kolumbien. Bei der Vuelta a España 2012 belegte er als Helfer von Chris Froome den 29. Rang, ehe er nach den Weltmeisterschaften das italienische Eintagesrennen Gran Piemonte gewann. Kurz darauf wurde er erneut Dritter der Lombardei-Rundfahrt. In seinem letzten Jahr beim Sky ProCycling Team bestritt er den Giro d’Italia 2013 als Helfer von Bradley Wiggins. Nachdem sie das Mannschaftszeitfahren der 2. Etappe gewonnen hatten, musste Rigoberto Urán auf der 7. Etappe mit seinen Teamkollegen auf den gestürzten Kapitän warten und verlor so fast zwei Minuten im Gesamtklassement. Im Anschluss gewann Rigoberto Urán die erste Bergankunft der 10. Etappe und präsentierte sich dabei stärker als Bradley Wiggins, der die Italien-Rundfahrt wenige Tage später verließ. Urán hingegen rückte als neuer Kapitän auf der vorletzten Etappe auf den zweiten Gesamtrang vor und beendete die Rundfahrt mit einem Rückstand von rund vier Minuten hinter Vincenzo Nibali. Bei der Vuelta a España 2013 konnte er mit Rang 27 das Top-Resultat nicht wiederholen.
Im Jahr 2014 startete Rigoberto Urán für die Omega Pharma-Quickstep Mannschaft, die im nachfolgenden Jahr unter dem Namen Etixx-Quick Step fuhr. Sein Hauptaugenmerk galt einmal mehr dem Giro d’Italia, den er wie im Vorjahr auf dem zweiten Platz beendete. Er trug die Maglia Rosa für vier Tage, nachdem er das Einzelzeitfahren der 12. Etappe gewonnen hatte, ehe er die Gesamtführung nach der 16. Etappe an seinen Landsmann Nairo Quintana abgeben musste, der sich in der Abfahrt des Stilfser Joch bei Schlechtwetter von ihm angesetzt hatte. Der Angriff war jedoch nicht unumstritten, da die Rennleitung für die Abfahrt eine „langsame Fahrweise“ angekündigt hatte, wenngleich das Rennen nicht neutralisiert wurde. Die Vuelta a España 2014 gab Rigoberto Urán krankheitsbedingt frühzeitig auf. Im Jahr 2015 startete Rigoberto Urán mit einem Sieg beim Zeitfahrbewerb der kolumbianischen Meisterschaften in die Saison. Nach Platz sieben bei der Strade Bianche wurde er Dritter der Fernfahrt Tirreno–Adriatico, ehe er mit zwei fünften Plätzen bei der Katalonien-Rundfahrt und Tour de Romandie einmal mehr seine Rundfahrt-Qualitäten aufzeigte. Beim Giro d’Italia 2015 ging er als Mitfavorit an den Start, beendete diesen jedoch nur auf dem 14. Rang. Im Anschluss startete Urán bei der Tour de France 2015, wo er jedoch bereits auf der ersten Pyrenäen-Etappe viel Zeit verlor und schlussendlich 42. wurde. Am Ende der Saison gewann er den Grand Prix Cycliste de Québec, ehe er mit seinen Teamkollegen Silber im Mannschaftszeitfahren bei den Weltmeisterschaften in Richmond holte.

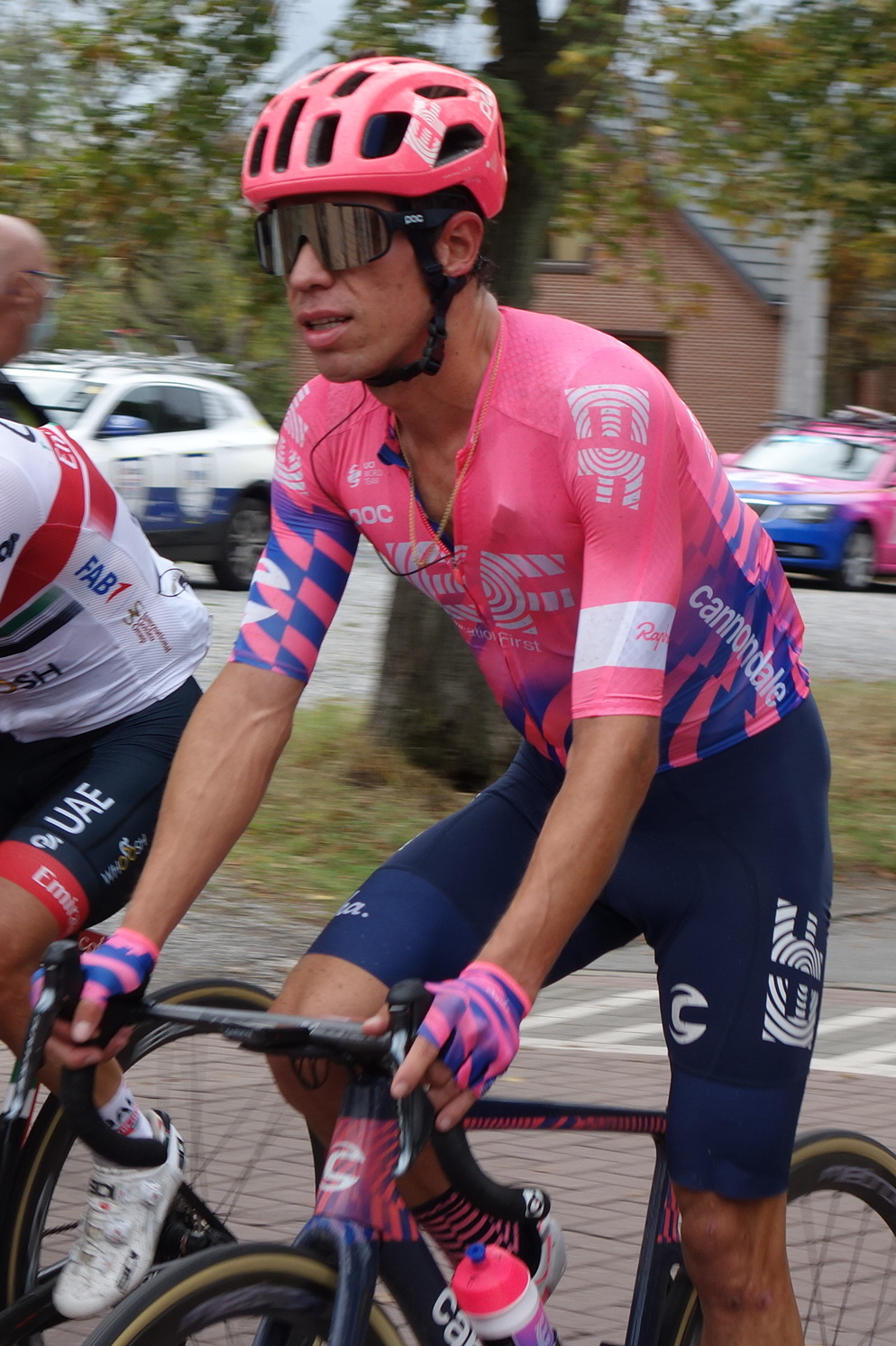
Rigoberto Úran (2020)

Ab dem Jahr 2016 fuhr Rigoberto Urán für das Cannondale Pro Cycling Team, das später den Namen EF Education-EasyPost trug. In seiner ersten Saison für die US-amerikanische Mannschaft wurde er Siebter des Giro d’Italia und stand bei dem Giro dell’Emilia, Mailand-Turin und der Lombardei-Rundfahrt jeweils als Dritter auf dem Podest. Bei der Tour de France 2017 gewann er im Hochgebirge die 9. Etappe von Nantua nach Chambéry im Zielsprint einer sechsköpfigen Spitzengruppe, obwohl er aufgrund eines Schaltungsdefekts den Gang nicht wechseln konnte. Weiters erzielte er mit dem zweiten Gesamtrang sein bestes Resultat bei der Tour de France und lag nur 54 Sekunden hinter dem Gesamtsieger Chris Froome. Am Ende des Jahres war er bei Mailand–Turin erfolgreich, das damals mit einer Bergankunft bei der Superga zu Ende ging. Im Jahr 2018 gewann Rigoberto Urán eine Etappe der Colombia Oro y Paz und Slowenien-Rundfahrt, ehe er die Tour de France 2018 bereits nach der 11. Etappe aufgab, da er sich auf der von Kopfsteinpflasterpassagen geprägten 9. Etappe mehrere Sturzverletzungen zugezogen hatte. Bei der Vuelta a España 2018 belegte er den siebten Gesamtrang und fuhr danach weitere gute Ergebnisse bei den italienischen Herbst-Klassikern ein. In den Jahren 2019, 2020 und 2021 fuhr Rigoberto Urán mit den Plätzen sieben, acht und zehn jeweils in die Top 10 der Tour de France. Bei der Tour de Suisse 2021 gewann er das Zeitfahren der siebten Etappe, das über den Oberalppass führte, und musste sich in der Gesamtwertung nur knapp dem Ecuadorianer Richard Carapaz geschlagen geben. Bei den Olympischen Spielen in Tokyo trat er ein viertes Mal für die kolumbianische Nationalmannschaft an und belegte sowohl im Straßenrennen als auch im Zeitfahren den achten Platz. Im Jahr 2022 fuhr Rigoberto Urán mit Rang 25 erstmals seit fünf Jahren nicht in die Top 10 der Tour de France. Bei der Vuelta a España 2022 gewann er die 17. Etappe aus einer Fluchtgruppe und belegte schlussendlich den 9. Gesamtrang. Im Jahr 2023 gab er den Giro d’Italia auf und wurde 71. der Tour de France.
Nach dem vierten Gesamtrang bei der Tour Colombia 2024 kündigte Rigobert Urán am 12. Februar sein Karriereende mit Ablauf der Saison an. Mit der Vuelta a España 2024 ging er noch einmal bei einer Grand Tour an den Start, wobei er auf der 6. Etappe zu Sturz kam und sich eine Hüftfraktur zuzog.

## Erfolge
2007
- eine Etappe Euskal Bizikleta
- eine Etappe Tour de Suisse

2012
- eine Etappe Katalonien-Rundfahrt

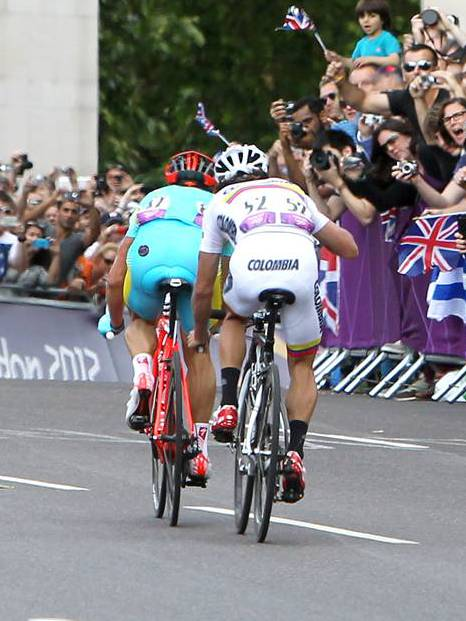
Alexander Winokurow (vorne) und Rigoberto Úran (hinten) bei den Olympischen Spielen in London

- Nachwuchswertung Giro d’Italia
- Olympisches Straßenrennen
- Piemont-Rundfahrt

2013
- eine Etappe und Mannschaftszeitfahren Giro d’Italia

2014
- Mannschaftszeitfahren Tirreno–Adriatico
- eine Etappe Giro d’Italia

2015
- Kolumbianische Meisterschaft – Einzelzeitfahren
- Grand Prix Cycliste de Québec
- Weltmeisterschaft – Mannschaftszeitfahren

2017
- eine Etappe Tour de France
- Mailand-Turin

2018
- eine Etappe Colombia Oro y Paz
- eine Etappe Slowenien-Rundfahrt

2019
- Mannschaftszeitfahren Tour Colombia

2020
- Mannschaftszeitfahren Tour Colombia

2021
- eine Etappe Tour de Suisse

2022
- eine Etappe Vuelta a España

## Wichtige Platzierungen
| Grand Tour            | 2008 | 2009 | 2010 | 2011 | 2012 | 2013 | 2014 | 2015 | 2016 | 2017 | 2018 | 2019 | 2020 | 2021 | 2022 | 2023 | 2024 |
| --------------------- | ---- | ---- | ---- | ---- | ---- | ---- | ---- | ---- | ---- | ---- | ---- | ---- | ---- | ---- | ---- | ---- | ---- |
| Giro d’ItaliaGiro     | –    | –    | 35   | –    | 7    | 2    | 2    | 14   | 7    | –    | –    | –    | –    | –    | –    | DNF  | –    |
| Tour de FranceTour    | –    | 52   | –    | 24   | –    | –    | –    | 42   | –    | 2    | DNF  | 7    | 8    | 10   | 25   | 71   | –    |
| Vuelta a EspañaVuelta | –    | –    | 33   | –    | 29   | 27   | DNF  | –    | –    | –    | 7    | DNF  | –    | –    | 9    | –    | DNF  |

| Weltmeisterschaft        | 2008 | 2009 | 2010 | 2011 | 2012 | 2013 | 2014 | 2015 | 2016 | 2017 | 2018 | 2019 | 2020 | 2021 | 2022 | 2023 | 2024 |
| ------------------------ | ---- | ---- | ---- | ---- | ---- | ---- | ---- | ---- | ---- | ---- | ---- | ---- | ---- | ---- | ---- | ---- | ---- |
| StraßenrennenStraße      | –    | 101  | –    | 135  | 23   | 41   | 27   | 32   | DNS  | 27   | 33   | –    | 24   | DNF  | –    | DNF  | –    |
| EinzelzeitfahrenEZF      | –    | –    | –    | –    | –    | –    | –    | 51   | –    | –    | –    | –    | –    | 34   | –    | –    | –    |
| MannschaftszeitfahrenMZF | –    | –    | –    | –    | –    | –    | –    | 2    | –    | –    | –    | –    | –    | –    | –    | –    | –    |

| Monument                 | 2008 | 2009 | 2010 | 2011 | 2012 | 2013 | 2014 | 2015 | 2016 | 2017 | 2018 | 2019 | 2020 | 2021 | 2022 | 2023 | 2024 |
| ------------------------ | ---- | ---- | ---- | ---- | ---- | ---- | ---- | ---- | ---- | ---- | ---- | ---- | ---- | ---- | ---- | ---- | ---- |
| Mailand–Sanremo          | –    | –    | 81   | –    | –    | –    | –    | –    | –    | –    | –    | –    | –    | –    | –    | –    | –    |
| Flandern-Rundfahrt       | –    | –    | –    | –    | –    | –    | –    | –    | –    | –    | –    | –    | –    | –    | –    | –    | –    |
| Paris–Roubaix            | –    | –    | –    | –    | –    | –    | –    | –    | –    | –    | –    | –    | –    | –    | –    | –    | –    |
| Lüttich–Bastogne–Lüttich | –    | 102  | –    | 5    | DNF  | 53   | –    | –    | –    | 21   | 54   | –    | 15   | –    | DNF  | –    | DNF  |
| Lombardei-Rundfahrt      | 3    | 20   | 11   | 19   | 3    | DNF  | DNF  | –    | 3    | 22   | 4    | –    | –    | 56   | 21   | –    | –    |